# Bátaapáti
Bátaapáti là một thị trấn thuộc hạt Tolna, Hungary. Thị trấn này có diện tích 20,44 km², dân số năm 2010 là 396 người, mật độ 19 người/km².